# Cala San Vicente
La playa Cala San Vicente (Cala Sant Vicent en catalán) está situada en San Juan Bautista, en la parte norte de la isla de Ibiza, en la comunidad autónoma de las Islas Baleares, España.
Es una playa urbanizada que acoge gran cantidad del turismo que frecuenta el norte de la isla de Ibiza.